# Francesco Bertolini
Francesco Bertolini, född den 15 juni 1836 i Mantua, död den 30 december 1909 i Bologna, var en italiensk historiker.
Bertolini, som var professor vid universitetet i Bologna, utgav 1864 en på tyska forskares arbeten grundad Storia romana, som i en senare upplaga (av 1866) prisbelönades av undervisningsministeriet. Förutom skolböcker märks bland hans arbeten vidare: Storia antica d’Italia (1874), Storia d’Italia sotto le dominazioni barbariche (1880), Storia italiana del secolo decimonono (samma år), Storia antica universale (1885, 2:a upplagan 1888), Pellegrino Rossi (1885), La gioventù di Camillo Cavour (1887) och Storia del risorgimento italiano (1888).